# Fabla salvaje
Fabla salvaje es una novela corta del escritor peruano César Vallejo, publicada en Lima en 1923. Se la ha calificado de “novela psicológica”.

## Publicaciones
Fabla Salvaje fue la segunda obra en prosa que publicó Vallejo, a solo dos meses de la publicación de su colección de relatos Escalas melografiadas. Se trataba de un folleto de 49 páginas, que salió como el noveno número de la colección popular editada por La Novela Peruana, publicación quincenal dirigida por Pedro Barrantes Castro (Lima, 16 de mayo de 1923). 
Una segunda edición póstuma apareció formando parte del título Novelas de César Vallejo (Lima: Ediciones Hora del Hombre, S.A., 1948, pp. 105-128).
Apareció luego incluida en Novelas y cuentos completos de César Vallejo, en la edición patrocinada por Georgette Vallejo, viuda del escritor (Lima: Francisco Moncloa Editores S.A. y Georgette de Vallejo, 1967, pp. 85-117).

## Significado del nombre
Fabla es un arcaísmo equivalente a fábula; el poeta al parecer lo tomó de uno de los versos de Ramón del Valle Inclán. El título de la obra significa entonces fábula salvaje.

## Argumento
El argumento se centra en la locura repentina de un campesino, Balta Espinar, que empieza a sentirse acosado por un ser fantasmal. Producto de esta psicosis golpea a su esposa embarazada, se aleja de su hogar y acaba arrojándose de un precipicio.

## Escenario
Los hechos transcurren en un ambiente campestre, que se puede ubicar en la serranía del norte del Perú (presumiblemente en el lugar de nacimiento del autor).

## Personajes

### Principales
- Balta Espinar, un campesino de los Andes, presumiblemente del norte del Perú. Es dueño de una cabaña en una aldea y de una chacra en el campo. De improviso presenta síntomas psicopatológicos que parecen indicar una esquizofrenia paranoide. Se siente acosado por un ser fantasmal, sufre pesadillas, escucha murmullos y siente infundados celos de su mujer a la que maltrata de la manera más brutal.
- Adelaida, esposa de Balta Espinar, una mujer dedicada abnegadamente a las tareas del hogar. Se halla encinta de su primer hijo. Posteriormente es víctima de los celos de su esposo, que le acusa infundadamente de tener un amante.

### Secundarios
- Santiago, el hermano menor de Adelaida.
- Antuca, la abuela (la madre de Adelaida), una anciana medio ciega.
- El niño recién nacido de Adelaida, que nace el mismo día en que fallece Balta.

## Resumen
Una mañana Balta Espinar se levanta y coge el espejo para verse el rostro, pero lo suelta de improviso al creer ver el reflejo del rostro de una persona desconocida. El espejo se hace trizas y Balta es preso de una angustia espantosa. Al rompimiento del espejo, se suma el canto de una gallina, todos ellos sucesos de mal agüero, según la mentalidad supersticiosa de la gente del campo. De un momento a otro Balta empieza a sufrir de insomnio, sufre pesadillas, se siente observado por un ser fantasmal y llega a creer que se trata del amante de su esposa Adelaida, quien se halla embarazada. Preso de celos infundados, insulta y maltrata a su mujer de la manera más innoble. Abandona luego su cabaña, recorre los páramos, se sube a un risco y contempla el paisaje que parece tranquilizarlo por un momento, cuando de pronto siente nuevamente la presencia del ser misterioso que le roza la espalda; aterrado, hace un brusco movimiento hacia delante y cae al abismo, lo que puede interpretarse como un suicidio compulsivo. Ese mismo día su esposa da a luz, ignorante del espantoso fin de su esposo. “Era el mes de marzo y empezó a llover”, finaliza con esta frase el relato.

## Apreciaciones críticas
Este relato es cercano al género conocido como “fantástico” y nos recuerda mucho la atmósfera y personajes de los cuentos de Edgar Allan Poe. Utiliza el tema literario del “doble”, es decir, el desdoblamiento de la personalidad del protagonista, ya usado por otros escritores como el ya mencionado Poe, E.T.A. Hoffmann, Guy de Maupassant y Robert Louis Stevenson (según Ricardo Silva-Santisteban).

Desde el punto de vista estilístico Fabla salvaje es una excelente narración, con vívida descripción de las personalidades de Balta, de su mujer, de personajes que hacen breves apariciones, como el hermanito de Adelaida, y en especial bellas y económicas descripciones del campo y de la aldea del norte del Perú.
Luis Monguió